# C'est arrivé à Athènes
Pour plus de détails, voir Fiche technique et Distribution.
C'est arrivé à Athènes (It Happened in Athens) est un film américain réalisé par Andrew Marton, sorti en 1962.

## Fiche technique
- Titre français : C'est arrivé à Athènes[1]
- Titre original américain : It Happened in Athens
- Réalisation : Andrew Marton
- Scénario : László Vadnay (en)
- Photographie : Curt Courant
- Montage : Jodie Copelan
- Musique : Mános Hadjidákis
- Pays d'origine : États-Unis
- Format : Couleurs - 2,35:1
- Genre : comédie
- Durée : 100 minutes
- Dates de sortie : 
  - États-Unis : juin 1962
  - France  : 27 décembre[1]
- Affiche : Macario Gómez Quibus (Espagne)

## Distribution
- Jayne Mansfield : Eleni Costa
- Trax Colton (en) : Spiridon Loues
- Nico Minardos (en) : Lieutenant Alexi Vinardos
- Bob Mathias : Coach Graham
- Xenia Kalogeropoulou (en) : Christina Gratsos
- Ivan Triesault : Grand-père Loues / Mr Trisapopolis
- Lili Valenty : Mama Loues
- Títos Vandís : Père Loues
- Charles Fawcett : Ambassador Cyrus T. Gaylord
- Jean Murat : Pierre de Coubertin
- Roger Browne : Drake
- Paul Müller : Prêtre
- Roger Fradet : Dubois
- Alan Caillou : Narrateur (voix)
- Brad Harris : Garrett (non crédité)